# Proceratophrys moratoi
Espèce
Synonymes
- Odontophrynus moratoi Jim & Caramaschi, 1980

Statut de conservation UICN

 CR B1ab(iii,v)+2ab(iii,v) : 
En danger critique
Proceratophrys moratoi est une espèce d'amphibiens de la famille des Odontophrynidae.

## Répartition
Cette espèce est endémique de l'État de São Paulo au Brésil. Elle se rencontre entre 800 et 900 m d'altitude dans les municipalités d'Avaré, de Botucatu, de Bauru, d'Itirapina, de São Carlos et de Brotas.

## Étymologie
Cette espèce est nommée en l'honneur de Celso Morato de Carvalho.

## Publication originale
- Jim & Caramaschi, 1980 : Uma nova espécie de Odontophrynus da região de Botucatu, São Paulo, Brasil (Amphibia, Anura). Revista Brasileira de Biologia, vol. 40, no 2, p. 357-360.